# Kertanegara (Kertanegara)
Kertanegara is een bestuurslaag in het regentschap Purbalingga van de provincie Midden-Java, Indonesië. Kertanegara telt 3716 inwoners (volkstelling 2010).